# Marc-la-Tour
Marc-la-Tour är en kommun i departementet Corrèze i regionen Nouvelle-Aquitaine i de centrala delarna av Frankrike. Kommunen ligger  i kantonen Tulle-Campagne-Sud som tillhör arrondissementet Tulle. År 2018 hade Marc-la-Tour 143 invånare.

## Befolkningsutveckling
Antalet invånare i kommunen Marc-la-Tour
Referens:INSEE